# Auto Bach Gruppe
Die Auto Bach Gruppe ist ein Automobilhandelskonzern mit Sitz im hessischen Limburg an der Lahn. Die Unternehmensgruppe um die Muttergesellschaft Bach Holding GmbH betreibt zehn Autohäuser insbesondere in der Region Rhein-Main. Weit überwiegend werden Marken der Volkswagen AG gehandelt.

## Geschichte
Im Jahr 1930 gründete Albrecht Bach in Limburg das Unternehmen Auto Bach als Ford-Vertretung. 1938 erfolgte durch den Neubau von Firmenräumen die Übernahme eines Händlervertrags mit der Auto Union AG sowie einer Tankstelle von BP in Limburg eine erste große Ausweitung der Geschäftstätigkeit. 1948 wurde erstmals ein Händlervertrag mit Volkswagen abgeschlossen. 1954 eröffnete im nahen Weilburg die erste Filiale. 1962 kam ein Händlervertrag mit Porsche hinzu. Im Folgejahr wurde das erste Geschäftsgebäude am heutigen Standort nahe der Limburger Stadtgrenze zum rheinland-pfälzischen Diez eröffnet. 1972 erfolgte der Übergang der Geschäftsleitung an Albrecht Bach, den Sohn des Firmengründers. In den 1980er Jahren wurden Autohäuser im Limburger Stadtteil Offheim, in Diez und in Bad Homburg übernommen. Bis 1993 übernahm schrittweise die Enkelgeneration des Unternehmensgründers die Geschäftsführung. Die frühen 2000er Jahre waren von einem Ausbau der Tätigkeit vor allem in Bad Homburg geprägt, wo die Marke Lamborghini in das Sortiment aufgenommen wurde. Aber auch ein Neubau am Stammsitz in Limburg, eine neue Niederlassung in Bad Camberg, Übernahmen in Friedrichsdorf und Wetzlar fielen in diese Zeit. 2010 trat die vierte Generation in die Geschäftsführung ein. 2017 expandierte das Unternehmen mit der Eröffnung eines Bentley-Autohauses in Mannheim erstmals über die Rhein-Main-Region hinaus.

## Produkte
Neben dem klassischen Autohandel mit Werkstattservice bietet Auto Bach auch das Flottenmanagement für Unternehmenskunden als Dienstleistung an.

## Konzernstruktur
Die Muttergesellschaft Bach Holding GmbH ist jeweils zu 100 % Eigentümerin der Auto Bach GmbH, Limburg, der Bach Sportwagen Vertriebs GmbH, Limburg, der Bach Premium Cars GmbH, Bad Homburg, der Auto Bach GmbH, Diez, der Auto Bach Beteiligungs GmbH und der Auto Bach GmbH, Bad Camberg. An der Bach Besitz GmbH & Co. KG hält sie 67,54 %.
Bei den Gesellschaftern der Bach Holding GmbH handelt es sich mit 81 % des Stammkapitals um Privatpersonen. Ein Anteil von 9 % am Stammkapital liegt bei der Gesellschaft selbst.